# Zugabe (Hörfunksendung)
Die Zugabe Pur (ehemals Zugabe) ist eine Satiresendung im Hörfunk, die jeden Freitag um 23.30 Uhr auf WDR 2 ausgestrahlt wird.

## Geschichte
Die Radiosatire-Sendung Zugabe gab es seit 1995. Sie wurde zunächst täglich, später wöchentlich, zuletzt jeden Freitag von 22:30 bis 23.30 Uhr ausgestrahlt. Vorgänger war die langjährige Kabarettsendung Unterhaltung à la carte auf WDR 2. Der Titel der Sendung stammt von WDR-Redakteur Günther Krotky, der die Zugabe in ihren Anfangsjahren regelmäßig betreut hat.

## Inhalt
In der Sendung wurde das aktuelle Zeitgeschehen satirisch aufgearbeitet. Sie bestand aus einzelnen Beiträgen, die durch eine Moderation verbunden wurden. Ein großer Teil der Beiträge bestand aus regelmäßigen Reihen wie Angie Late Night (Parodie auf Angela Merkel in Form einer Late-Night-Show), Erdoradio (Parodie auf den türkischen Präsidenten Recep Tayyip Erdoğan), Two and a half presidents (Parodie auf Two and a Half Men mit Erdogan, Putin und Trump als WG-Bewohner), Die Von der Leyens (Parodie auf Ursula von der Leyen und ihre vielköpfige Familie), Lobbythek (Parodie auf die Hobbythek), Kwoxenkohl (Parodie auf Quarks & Co.), Die Pupsburger Augenkiste (Parodie auf die Augsburger Puppenkiste) und Sarko de Funès (Parodie auf Nicolas Sarkozy im Stile von Louis de Funès). Für die Internetpräsenz und Social-Media-Kanäle wurden einige Episoden der Two and a half presidents als Zeichentrickfilm animiert.
Ehemals gab es Die Hartzons (Parodie auf Die Waltons), Schloss Koalitionsstein (Parodie aus dem Horror-Genre auf Angela Merkel und Ronald Pofalla), Tim Mahlzeit (Parodie auf Tim Mälzer), das Gedicht aus Berlin (aktuelle Nachrichtenausschnitte in Reimform) und viele mehr. Das Duo Onkel Fisch steuerte regelmäßig Liedparodien bei. Gelegentlich wurde das Chanson des Monats (SWR 2) von Thomas Pigor in die Zugabe aufgenommen, selten auch Folgen der früheren NDR-Reihe Stenkelfeld. Bis zum Ausscheiden von Volker Pispers aus der Sendung WDR 2 Kabarett wurden auch einige seiner dortigen Beiträge verwendet.
Außerdem hatten in der Zugabe Kabarett-Klassiker, Ausschnitte aus aktuellen Kabarettprogrammen sowie Gäste aus der deutschsprachigen Kabarettszene ihren Platz. Gelegentlich fand die Zugabe auch live vor Publikum statt.
Die Moderation übernahmen zuletzt abwechselnd Sigrid Fischer, Tobias Brodowy und Christoph Tiemann. Ehemalige Moderatoren waren außerdem Stephan Fritzsche, Henning Bornemann, Axel Naumer und René Steinberg. Zu den regelmäßig Mitwirkenden gehörten außerdem Tom Beinlich, Onkel Fisch, Richard Berkowski, Uli Winters, Maria Grund-Scholer, Martin Zingsheim, Nils Heinrich, Markus Hennig, Fritz Eckenga, Jana Fischer, Urs von Wulfen, Detlev Gröning, Dietmar Wischmeyer, Mathias Piecha und Heinrich Pachl.

## Ausstrahlung und Podcast
Die Sendung wurde seit dem 10. April 2015 jeden Freitag von 22:30 bis 23:30 Uhr auf WDR 2 ausgestrahlt. Damit war ihre Dauer – nach dem zum Jahresbeginn 2015 erfolgten Entfall der Zeit nach Mitternacht – erneut um eine Stunde verkürzt worden.
Große Teile der Zugabe wurden auch in den wöchentlichen Sendungen Spaß 5 bzw. jetzt Satire deluxe (WDR 5) und Intensivstation (NDR Info) ausgestrahlt.
Ab Februar 2007 gab es fünf Highlights aus der Zugabe sowie Tom Beinlichs Rubrik „Die Top-5-Themen, die letzte Woche Thema waren, es dann aber irgendwie doch nicht in die Sendung geschafft haben – und warum eigentlich nicht?“ auch im wöchentlichen Podcast, dem Zugabe Six-Pack. Seit dem 19. Oktober 2009 war im Podcast Zugabe Spaßpaket die komplette Sendung inklusive der Zusatzrubrik enthalten. Seit Februar 2007 gab es zudem pointierte Hintergrundinfos aus der Redaktion, niedergeschrieben von „Zugabe Zeug- und Blogwart“ Christopher Heimer und nachzulesen von mittwochs bis samstags im Zugabe-Blog im WDR Comedy-Portal.
Nach der letzten Sendung am 26. Mai 2017 hat der WDR die Sendung „Zugabe“ aus dem Programm genommen. Einzelne Beiträge werden während WDR 2 POP! gesendet. Als Podcast „Zugabe Pur“, moderiert von Onkel Fisch, Christoph Tiemann und Tobias Brodowy, bleibt die Sendung zudem freitags im Internet erhalten.